# Grange-le-Bocage
Pour l’article homonyme, voir Grange.
Grange-le-Bocage est une ancienne commune du département de l'Yonne qui, avec les communes de Courceaux, Plessis-du-Mée, Sognes, Vertilly et Villiers-Bonneux, fusionna, le 1er juillet 1972, dans la formation d'une nouvelle commune : Perceneige. Le village est une section de cette nouvelle commune.

## Géographie

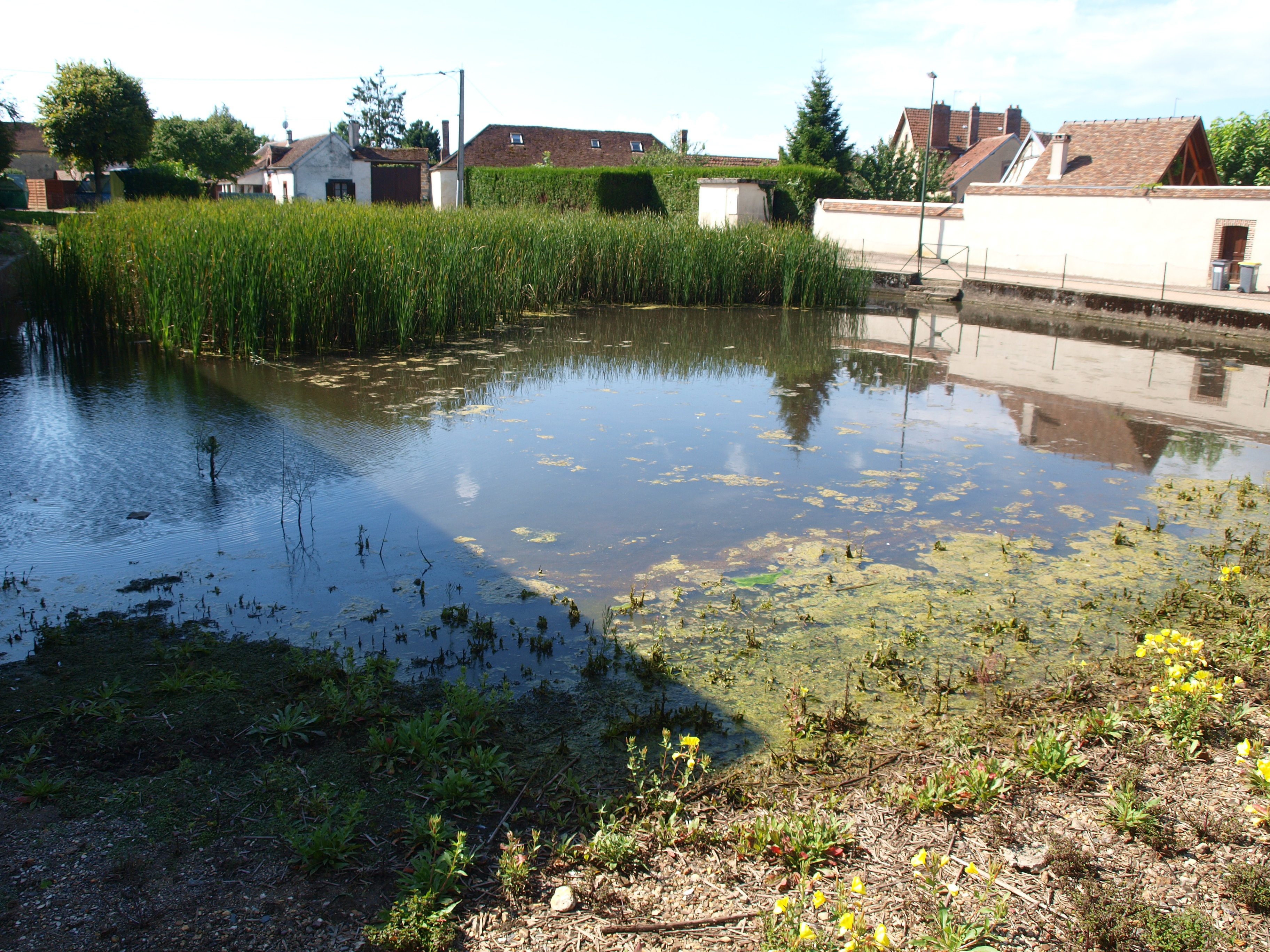
La mare.

## Toponymie
Le nom du village figure sous la forme plurielle de Grankias dans le sacramentaire du Chapitre de la cathédrale de Sens, aujourd'hui possédé par la bibliothèque de Stockholm. Il donne le toponyme dominant Granches par la suite.

## Histoire
Au milieu du XIIe siècle, les lieux sont possédés par le chevaler Daimbert, grand bienfaiteur de l'abbaye Saint-Jean de Sens, où il finira ses jours. Il dote le monastère de grands biens à Granges, Voisines et sur la Vanne (sans doute le noyau primitif de Villeneuve-l'Archevêque).
Vers 1200, le roi Philippe Auguste, soucieux de nuire à la Champagne voisine, se fait associer par contrat de pariage, par les moines de Saint-Jean, à la possession de Granges. Il en sera ainsi jusqu'au début du XVIIIe siècle. Ces pariages seront traditionnellement confiés aux reines douairières jusqu'au début du XVe siècle, avant d'être assimilés à la masse des autres éléments fonciers de la Couronne.
Vers 1340, le village accueille une prévôté royale. Les populations à 20 kilomètres à la ronde, y trouvent un tabellion qui rédige des actes sur lesquels le garde-scel de la prévôté appose un sceau leur donnant force exécutoire dans tout le royaume, contrairement aux sceaux seigneuriaux.
Village voué à la céréaliculture, il dispose d'un important hameau en lisière de la forêt de Lancy : Courroy. Alors que le village principal se dote de fortifications, le hameau obtient en Cour de Rome le droit de devenir une paroisse indépendante. Pour autant cette mesure ne sera pas appliquée.
Le bourg souffre beaucoup des passages de troupes durant les guerres de religion et la Fronde.
Pressé par la faillite de l'État, la Couronne vend au seigneur de Thorigny sa part du pariage de Granges au début du XVIIIe siècle, peu avant que les moines de Saint-Jean n'en fassent autant. La prévôté est alors incorporée au sein des institutions judiciaires de Thorigny.
Le bourg de Granges-le-Bocage accueille plusieurs générations durant la famille Thénard, entre 1600 et 1770, avant qu'elle ne rende comme fermiers à La Louptière. Cette famille est celle de l'illustre chimiste du XIXe siècle.

## Démographie
| 1911 | 1921 | 1926 | 1931 | 1936 | 1946 | 1954 | 1962 | 1968 |
| ---- | ---- | ---- | ---- | ---- | ---- | ---- | ---- | ---- |
| 321  | 278  | 293  | 317  | 301  | 266  | 250  | 185  | 168  |

## Lieux et monuments

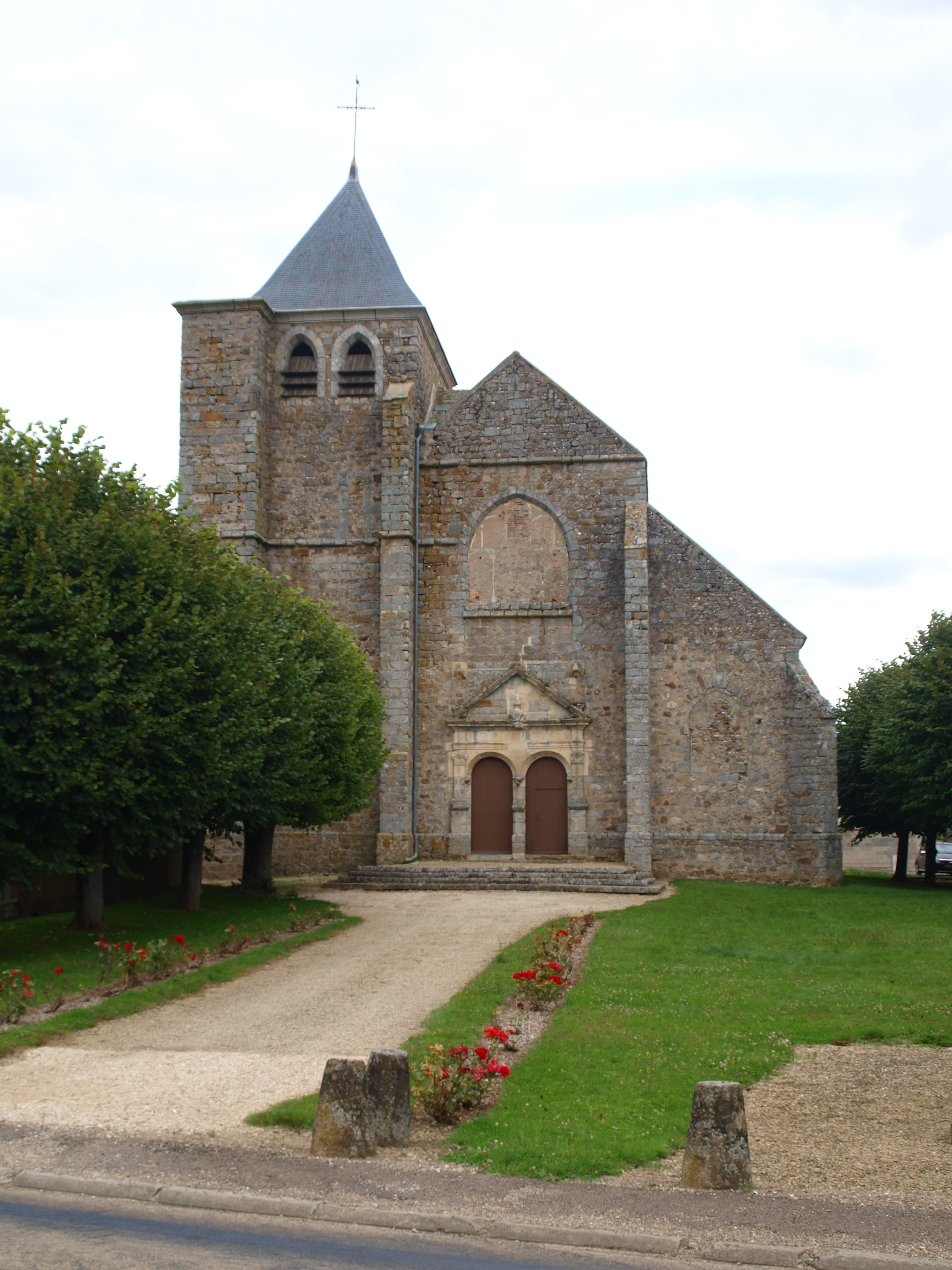
Église.
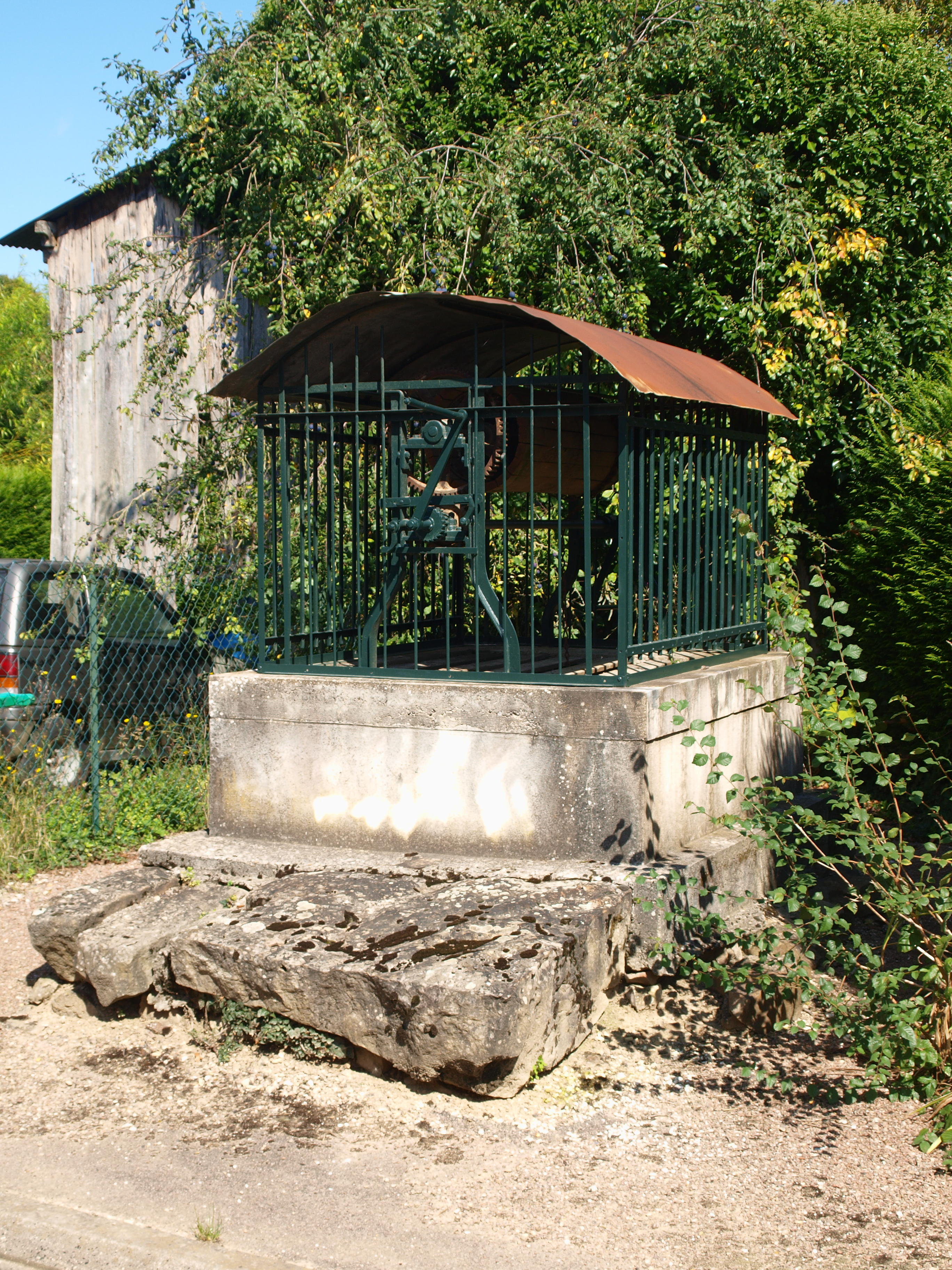
Puits.
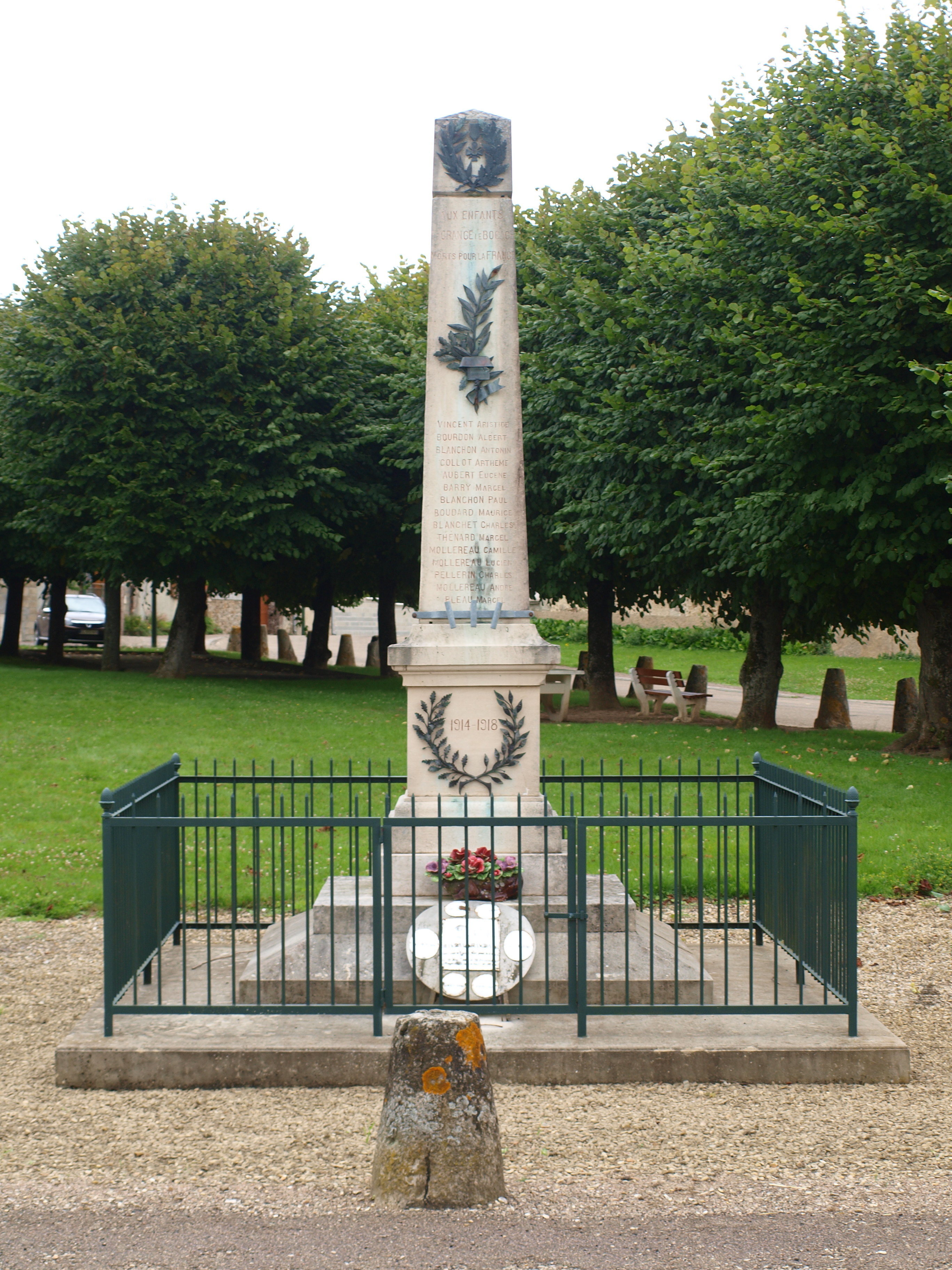
Monument aux morts.
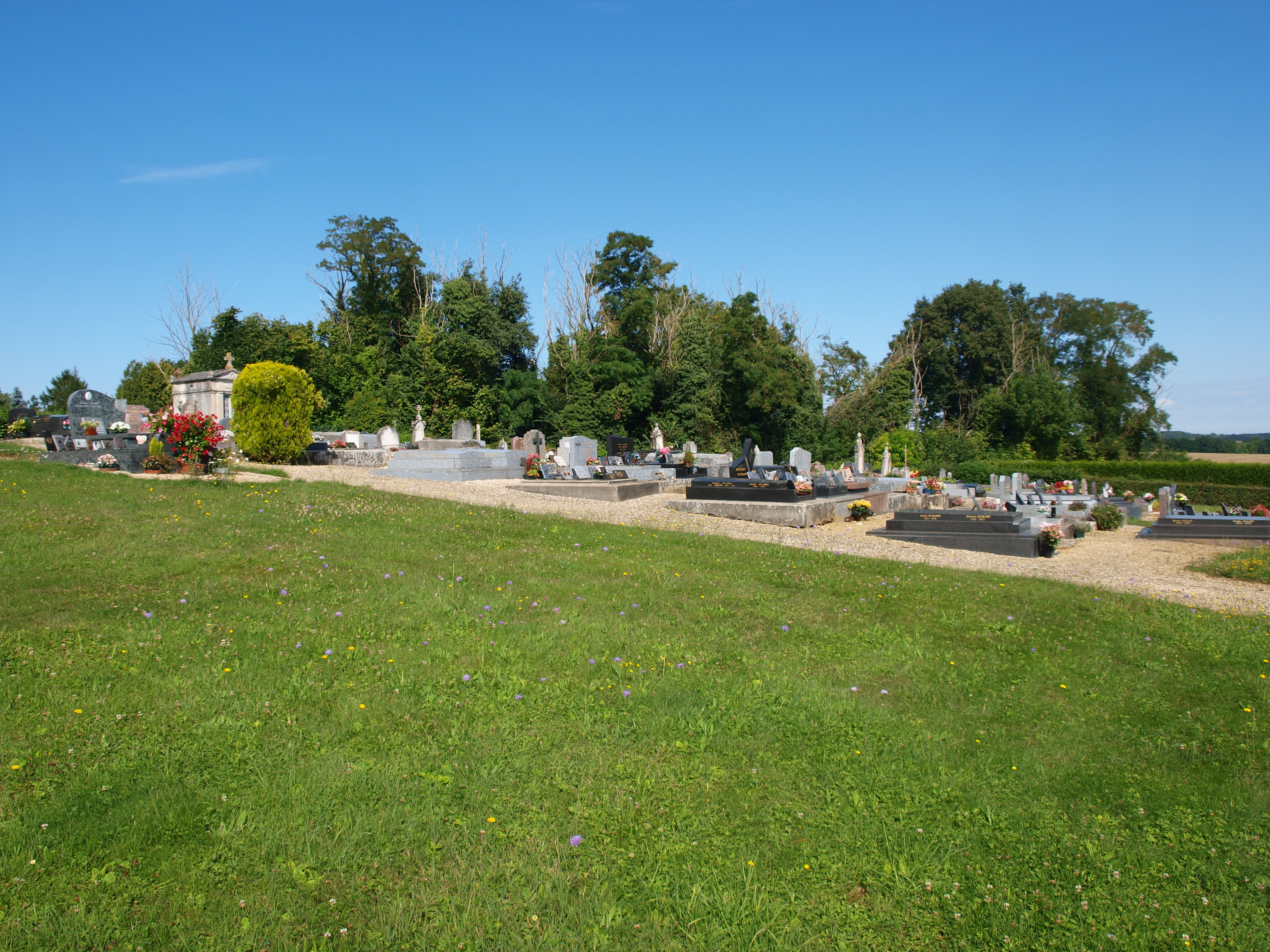
Cimetière.